# Tei Junsoku
Tei Junsoku (程順則), (1663-1735) est un érudit confucéen fonctionnaire du royaume de Ryūkyū. Il a été décrit comme étant « dans un sens non officiel » ... le « ministre de l'éducation » et est particulièrement connu pour ses contributions à l'érudition et à l'éducation à Okinawa et au Japon. Titulaire du rang d'ueekata dans le gouvernement de Ryūkyū, il sert alternativement comme magistrat à la fois de Nago et Kume et en tant que membre du Sanshikan, conseil d'élite des trois conseillers en chef du roi. Il est parfois appelé « le Sage de Nago »(名護聖人).

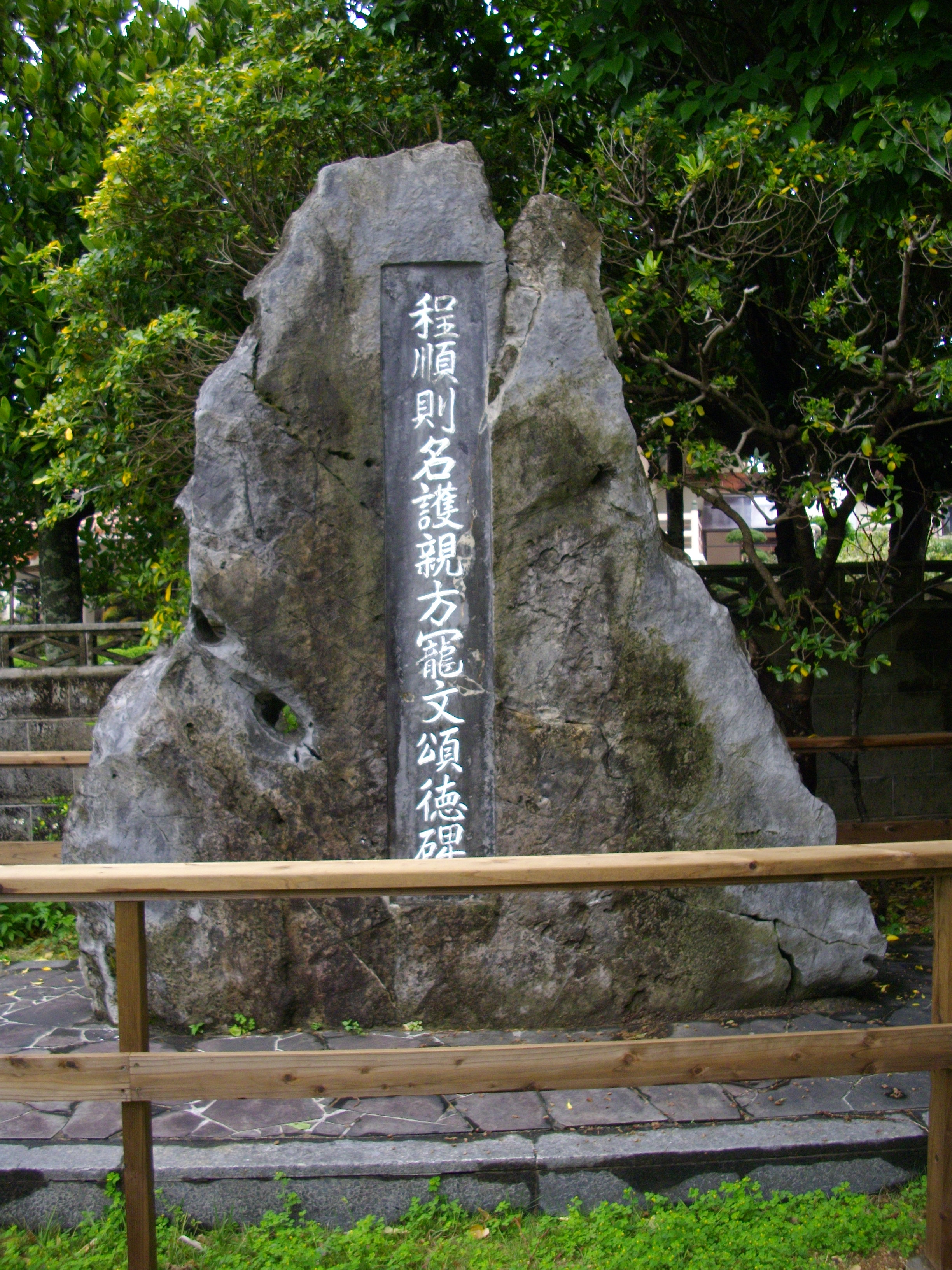
Stèle commémorative au temple confucéen Shiseibyō à Naha, préfecture d'Okinawa, consacrée à Tei Junsoku.

Il est à l'époque habituel pour les membres de l'aristocratie de Ryūkyū de posséder deux noms (en). Tei Junsoku est son nom de style chinois tandis que Nago Ueekata Chōbun (名護 親方 寵文), appellation qui incorpore son han et son rang, est son nom Yamato ou de style japonais.

## Biographie
Tei Junsoku naît en 1663 à Kume, centre okinawaien pour l'apprentissage du chinois classique. Il se rend en Chine pour la première fois en 1683 et y reste quatre ans à étudier les classiques confucéens entre autres sujets, comme font beaucoup d'autres élevés et éduqués selon le système des fonctionnaires érudits à Kume dans l'histoire du royaume. Il retourne en Chine plusieurs fois au cours de sa carrière, sert d'interprète et occupe d'autres fonctions comme membre des missions officielles du royaume.
En 1714, il accompagne les princes royaux Yonagusuku et Kin dans la mission officielle de tribut du royaume à Edo (琉球江戸上り, Ryūkyū Edo nobori), siège du shogunat Tokugawa du Japon. Sur place il rencontre un certain nombre d'érudits confucéens de premier rang dont Arai Hakuseki, conseiller en chef du shogun, connu sur son intérêt particulier pour le royaume exotique de Ryūkyū, Ogyū Sorai et Dazai Shundai, étudiant de Sōrai. À la suite de cette rencontre, Hakuseki rédige une Histoire des îles du Sud (南島史, nantōshi) en 1719; De la même façon, Shundai inclut dans ses travaux des commentaires sur le royaume de Ryūkyū dans ses relations avec le domaine de Satsuma.
En tant que magistrat de Kume, Junsoku supervise en 1718 la fondation du Meirindō, école destinée à l'étude des classiques chinois et installée dans l'enceinte du temple confucéen Shiseibyō du village. Le Meirindō se développe rapidement pour devenir le principal centre d'étude de la culture chinoise et du confucianisme dans le royaume et plus tard la première école publique de la préfecture d'Okinawa. Une stèle dédiée à Junsoku se trouve dans le temple aujourd'hui reconstruit et relocalisé.
Peu de temps après, Junsoku offre au shogun Tokugawa Yoshimune, par l'intermédiaire de Satsuma, un exemplaire des Six cours de morale (六諭衍義, rikuyuengi), volume de maximes confucéennes qu'il a lui-même compilées. Une version annotée par Ogyū Sorai et traduite du chinois par le conseiller shogunal Muro Kyūsō est reproduite, distribuée et utilisée comme élément de manuels pour les terakoya (écoles de temple) et plus tard dans les écoles publiques au Japon jusqu'au début du XXe siècle.